# Xestia consanguinea
Xestia consanguinea là một loài bướm đêm trong họ Noctuidae.